# Hemieuryale pustulata
Hemieuryale pustulata är en ormstjärneart som beskrevs av v. Martens 1867. Hemieuryale pustulata ingår i släktet Hemieuryale och familjen Hemieuryalidae. Inga underarter finns listade i Catalogue of Life.